# Pierre Bertrand de Colombier

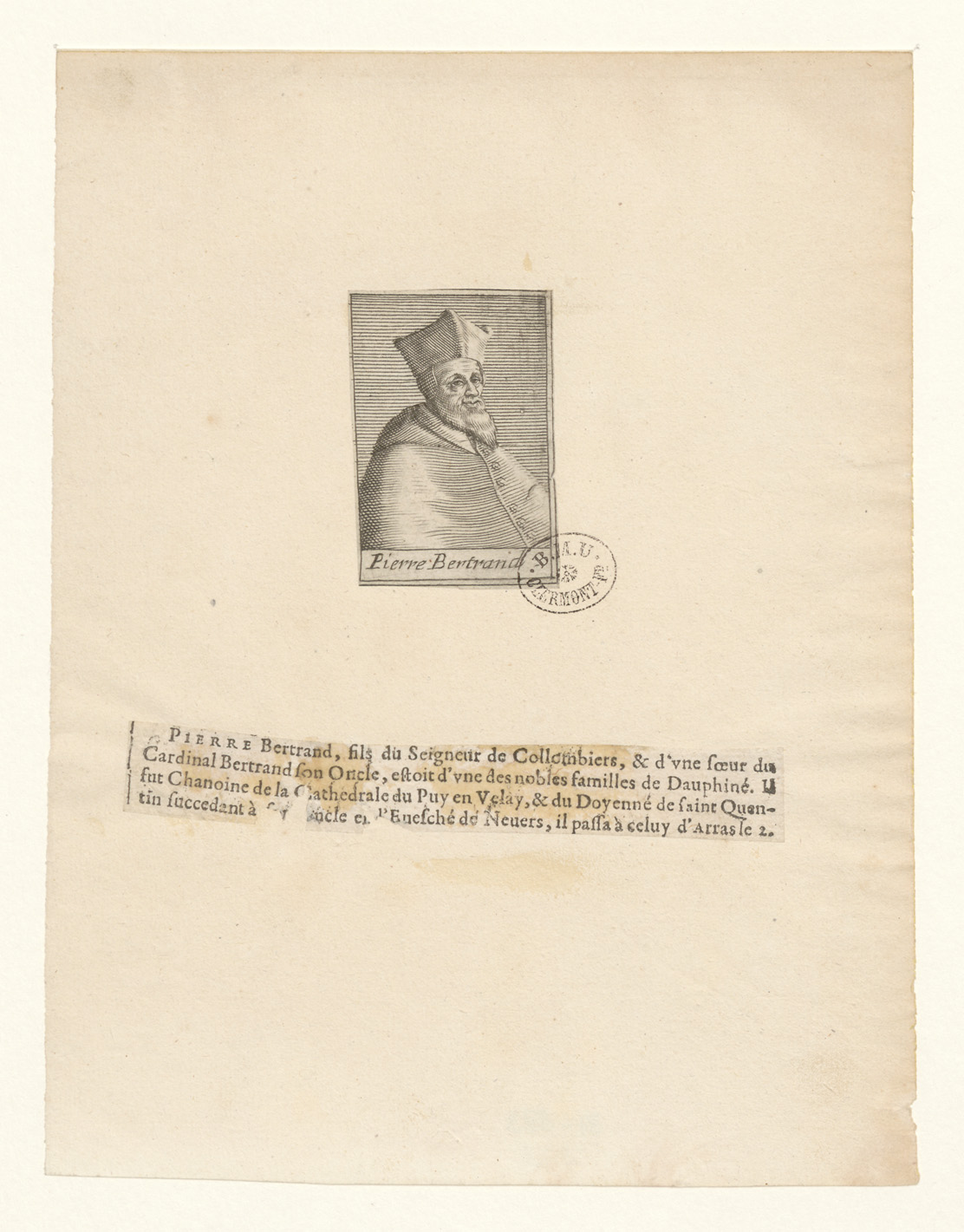
Kardinal Pierre Bertrand de Colombier (Druck 17. Jhd.)

Pierre Bertrand de Colombier (* 25. März 1299 in Colombier, Ardèche; † 13. Juli 1361 im Priorat Montaut (Villeneuve-lès-Avignon) auf dem Avignon gegenüberliegenden Rhoneufer) war ein französischer Kardinal und Diplomat.

## Leben

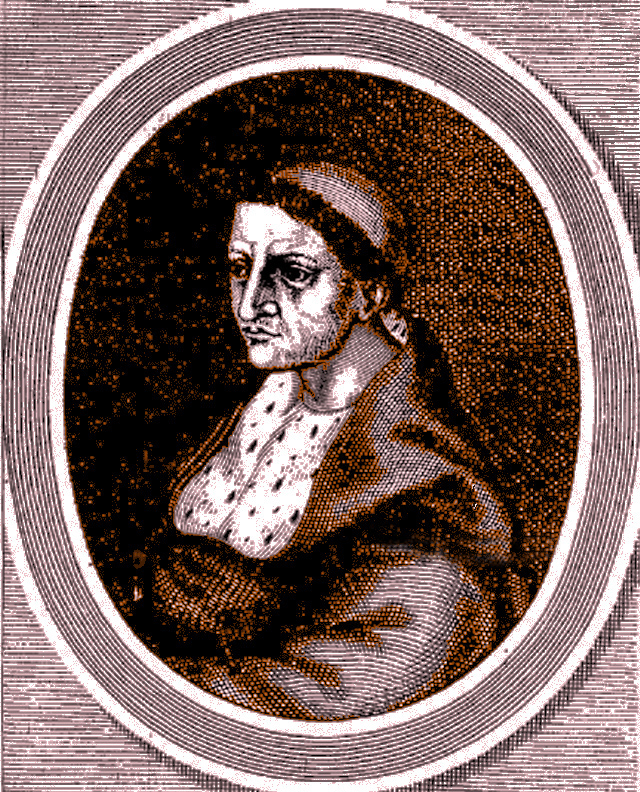
Kardinal de Columbier (Darstellung von 1660)

Pierre Bertrand de Colombier war der Sohn von Marguerite Bertrand und Barthélemy de Colombier und ein Neffe des Kardinals Pierre Bertrand von Annonay. Nach seiner Ausbildung als Jurist wurde er Rechtsanwalt, Intendant des Rates des Grafen von Nevers (1321) und Berater des parlement (1329).
Nach seiner Priesterweihe wurde er 1330 Dekan von St. Quentin und wurde beauftragt, die Ehe zwischen dem Herzog der Normandie, dem künftigen König Johann II. von Frankreich, mit der Tochter des Königs von Böhmen zu verhandeln. Am 20. Januar 1335 wurde er Bischof von Nevers und am 5. März 1339 von Arras. Er sorgte auch dafür, dass Flandern an Frankreich fiel.
Papst Klemens VI. erhob ihn am 19. Mai 1344 zum Kardinalpriester von Santa Susanna. Der Papst beauftragte ihn, einen Frieden oder Waffenstillstand zwischen Frankreich und England zu verhandeln. 1353 wurde er zum Kardinalbischof von Ostia erhoben. 1354 wurde er zum deutschen König Karl IV. entsandt und veranlasste, dass dieser im Jahr darauf nach Italien kommen sollte, um zum Kaiser gekrönt zu werden. Als Legat des Papstes krönte Bertrand Karl 1355 in Rom zum Kaiser. 1356 ging er nach Frankreich, um den Frieden mit England zu verhandeln, und starb 1361.